# بحران دیپلماتیک مکزیک و بولیوی (۲۰۲۰-۲۰۱۹)
بحران دیپلماتیک ۲۰۱۹–۲۰۲۰ مکزیک و بولیوی در ۲۹ اکتبر ۲۰۱۹ شروع شد، زمانی که دولت مکزیک به اوو مورالس رئیس‌جمهور وقت بولیوی برای انتخاب مجدد وی تبریک گفت. پس از انتخابات، گزارش مقدماتی سازمان کشورهای آمریکایی در ۹ نوامبر گواه از بی نظمی‌های متعدد در انتخابات اخیر داد و در بحبوحه اعتراضات علیه مورالس و فشار نیروهای مسلح و پلیس بولیوی بر دولت، مورالس مجبور به استعفا شد.